# C∞-대수
추상대수학에서 C∞-대수는 일종의 호모토피 가환 조건을 만족시키는 A∞-대수이다.:§13.1.8

## 정의
C∞-대수는 두 가지로 정의될 수 있으며, 이 두 정의는 코바 구성(영어: cobar construction)에 의하여 서로 동치이다.

### 정의 1
표수 0의 체 위의 A∞-대수 {\displaystyle (A,(m_{i})_{i\in \mathbb {Z} ^{+}})}가 주어졌다고 하자. 만약 이 A∞-대수가 다음 조건을 만족시킨다면, 이를 C∞-대수라고 한다.
{\displaystyle m_{p+q}(\operatorname {sh} (x_{1}\otimes \dotsb \otimes x_{p},y_{1}\otimes \dotsb \otimes y_{q}))=0}
여기서
{\displaystyle \operatorname {sh} (x_{1}\otimes \dotsb \otimes x_{p},x_{p+1}\otimes \dotsb \otimes y_{p+q})=\sum _{\sigma \in \operatorname {Sh} (p,q)}\pm (-)^{\sigma }x_{\sigma (1)}\otimes \dotsb \otimes \sigma _{\sigma (p+q)}}
는 모든 {\displaystyle (p,q)}차 셔플 순열에 대한 합이다. 위 식에서, {\displaystyle (-)^{\sigma }}는 순열의 홀짝성 {\displaystyle \operatorname {Sym} (n)\to \{\pm 1\}}이며, {\displaystyle \pm }은 코쥘 부호 규칙(순열에서 두 원소 {\displaystyle a,b}를 교환할 경우 {\displaystyle (-)^{\deg a\deg b}}를 곱함)이다.
즉, 처음 두 개의 공리는 다음과 같다.
{\displaystyle m_{2}(a,b)=(-)^{\deg a\deg b}m_{2}(b,a)=0}
{\displaystyle m_{3}(a,b,c)+(-)^{1+\deg b\deg c}m_{3}(a,c,b)+(-)^{\deg c(\deg a+\deg b)}m_{3}(c,a,b)=0}

### 정의 2
표수 0의 체 위의 정수 등급 벡터 공간 {\displaystyle V} 위의 자유 리 대수 {\displaystyle {\mathcal {L}}(V[1])}를 생각하자. 이 위에서, 등급 1의 선형 미분
{\displaystyle \mathrm {D} \colon {\mathcal {L}}(V)\to {\mathcal {L}}(V)}
{\displaystyle \mathrm {D} ^{2}=0}
{\displaystyle \mathrm {D} [a,b]=[\mathrm {D} a,b]+(-)^{\deg a}[a,\mathrm {D} b]}
가 주어졌다고 하자. 그렇다면, {\displaystyle (V^{*},D)}를 C∞-대수라고 한다.

## 예
{\displaystyle 0=m_{3}=m_{4}=m_{5}=\dotsb }인 C∞-대수의 개념은 가환 미분 등급 대수의 개념과 동치이다.

## 역사
토르니케 카데이슈빌리(조지아어: თორნიკე კადეიშვილი)가 1988년에 도입하였다.